# Реневська
Ре́невська (рос. Реневская) — присілок у складі Омутнінського району Кіровської області, Росія. Входить до складу Вятського сільського поселення.
Населення становить 18 осіб (2010, 35 у 2002).
Національний склад станом на 2002 рік — росіяни 97 %.